# Perilitus perscitus
Perilitus perscitus är en stekelart som beskrevs av De Saeger 1946. Perilitus perscitus ingår i släktet Perilitus och familjen bracksteklar. Inga underarter finns listade i Catalogue of Life.